# Beatrice Cenci (film)
Beatrice Cenci is een Italiaanse historische dramafilm uit 1969 geregisseerd door de iconische horrorfilmregisseur Lucio Fulci, met Adrienne La Russa en Tomás Milián in de hoofdrollen. Het toont de waargebeurde gebeurtenissen van het leven van Francesco en Beatrice Cenci, met de nadruk op de gruwelijke elementen van het verhaal. Fulci beschouwde dit altijd als een van zijn favoriete films, evenals zijn vrouw Maria Fulci.

## Verhaal
In het 16e-eeuwse Italië leeft Beatrice, dochter van Francesco, in een kelder waar zij voortdurend door haar vader wordt misbruikt. Samen met haar stiefmoeder, diens dienaar en de bandiet Catalano smeedt zij vervolgens een plan om haar vader te vermoorden, wat vervolgens veel oproer geeft binnen de Rooms-Katholieke kerk.

## Rolverdeling
| Acteur                | Personage                                   |
| --------------------- | ------------------------------------------- |
| Adrienne Larussa      | Beatrice Cenci (als Adrienne La Russa)      |
| Tomás Milián          | Olimpio Calvetti                            |
| Georges Wilson        | Francesco Cenci                             |
| Mavie Bardanzellu     | Lucrezia, Beatrice's stiefmoeder (als Mavi) |
| Antonio Casagrande    | Don Giacomo Cenci                           |
| Raymond Pellegrin     | kardinaal Lanciani                          |
| Pedro Sanchez         | Brigand Catalano                            |
| Max Steffen Zacharias | Prospero Farinacci                          |
| Umberto D'Orsi        | inspecteur                                  |
| Massimo Sarchielli    | Gasparro                                    |
| Mirko Ellis           | 3e excellentie                              |
| John Bartha           | 2e excellentie                              |
| Giuseppe Fortis       | kapelaan                                    |
| Giancarlo Badessi     | 1e excellentie (onvermeld)                  |